# 南平郡 (全羅南道)
南平郡（ナンピョンぐん、남평군）は韓国全羅南道羅州市南平邑一帯にあった昔の郡。

## 歴史
- 本来百済の未冬夫里県だった。
- 757年 玄雄県に改称して武州（現・光州広域市）の領県となった。
- 940年 南平県と改称して羅州の属県となった。
- 1172年 監務を置いて州県に昇格した。
- 1392年 南平監務を廃止し、和順県の属県となった。
- 1394年 南平監務が再設置された。
- 1409年 全羅道のすべての属県と郷・所・部曲が廃止されたとき、南平には属県がなかったが、1415年に綾城県の属県であった鉄冶県、雲谷所、道民部曲が南平に編入された。
- 1895年に羅州府南平郡になったが、1896年に全羅南道南平郡になった。下には郡内面、東村面、猪浦面、茶所面、道川面、徳谷面、竹谷面、郁谷面、魚川面、金馬山面、頭山面、等浦面の12面があった。

- 1914年 南平郡が廃止され、羅州郡に編入された。

1914年の行政区域と現在の行政区域の比較
| 朝鮮総督府令第111号 |            |                                                                |
| 旧行政区画 | 新行政区画 | 新行政区画                                                     |
| 郡内面 | 南平面     | 교원리、교촌리、남평리、대교리、동사리、서산리                 |
| 東村面 | 南平面     | 광이리、광촌리、남석리、노동리、수원리、평산리、풍림리         |
| 猪浦面 | 南平面     | 상곡리、오계리、우산리                                         |
| 等浦面 | 山浦面     | 등수리、산제리、송림리、신도리、화지리                         |
| 頭山面 | 山浦面     | 내기리、덕례리、등정리、매성리                                 |
| 金馬山面 | 金川面     | 신가리、원곡리、촌곡리                                         |
| 魚川面 | 金川面     | 고동리、광암리、동악리、석전리、신천리、오강리、월산리、죽촌리 |
| 徳谷面 | 鳳凰面     | 각동리、유곡리、송현리                                         |
| 郁谷面 | 鳳凰面     | 덕곡리、덕림리、만봉리、신동리、오림리、욱곡리、황룡리         |
| 竹谷面미사리/용정리/이곡리/월곡리、관전리/용두리/신기리/효농리/지동、옥산리、분동/와우리、운곡리/민치리/신반리/구동、두함동/장성동、구석리/본죽리/신애리/고미리、거성동/신석리/(덕곡면)등내리/유촌리 | 鳳凰面     | 용곡리、용전리、옥산리、와우리、운곡리、장성리、죽석리、철천리 |
| 茶所面 | 茶道面     | 대초리, 덕림리, 도동리, 마산리, 방산리                         |
| 道川面 | 茶道面     | 궁원리, 덕동리, 송학리, 신동리, 암정리, 판촌리, 풍산리         |

- 1995年 南平面が南平邑に昇格。
- 2014年 光州・全南革新都市の敷地に編入された金川面の一部と山浦面の一部を管轄するピッカラム洞が設置された。
- 旧南平郡地域は羅州市の南平邑、金川面、山浦面、茶道面、鳳凰面、ピッカラム洞以上1邑4面1洞となって現在に至る。